# Tanaka Yasuhiro (1984)
Yasuhiro Tanaka (sinh ngày 2 tháng 8 năm 1984) là một cầu thủ bóng đá người Nhật Bản.

## Sự nghiệp câu lạc bộ
Yasuhiro Tanaka đã từng chơi cho Albirex Niigata và Albirex Niigata Singapore.